# Marche pour la paix Pérouse - Assise
La marche pour la paix Pérouse-Assise est une manifestation organisée par le mouvement pacifiste italien. Elle se déroule sous la forme d'une marche à pied depuis le 24 septembre 1961, environ tous les deux/trois ans , généralement entre la fin du mois de septembre et le début du mois d'octobre sur un trajet d'une longueur d'environ 24 km allant de Pérouse à Assise.

## La première marche

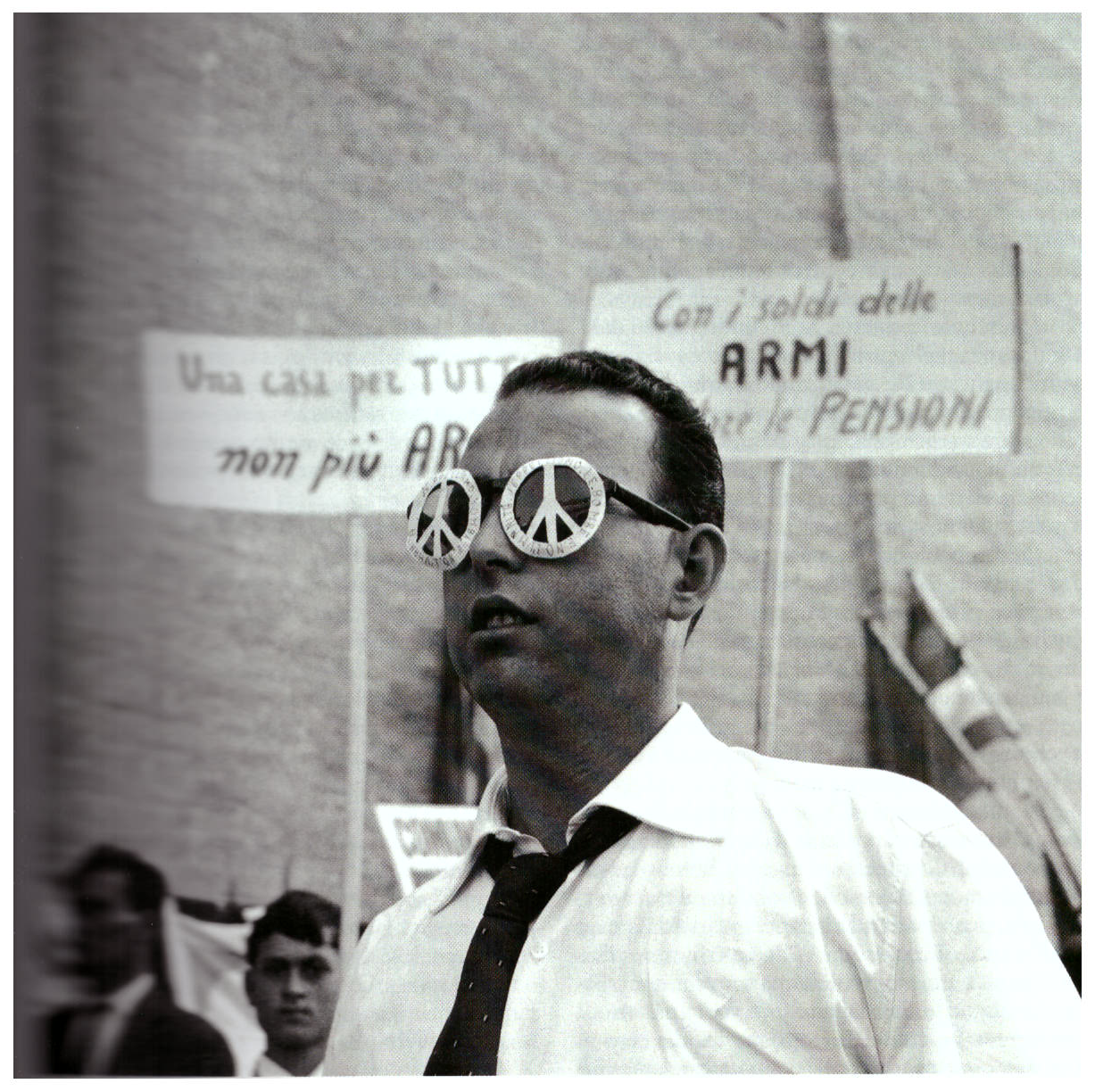
Un paricipant à la première marche (1961)

La première marche a eu lieu le dimanche 24 septembre 1961 à l'initiative d'Aldo Capitini et se voulait « un cortège non violent témoignant en faveur de la paix et de la solidarité entre les peuples ». Capitini s'inspire des pacifistes anglo-saxons qui, en 1958, emmenés par le philosophe Bertrand Russell, se sont rassemblés à Aldermaston pour une manifestation antinucléaire. Environ 20 000 personnes ont défilé, dont Arturo Carlo Jemolo, Guido Piovene, Renato Guttuso et Ernesto Rossi. Au premier rang, aux côtés de Capitini, se trouvent Andrea Gaggero (it), Giovanni Arpino et Italo Calvino.
À cette occasion, le drapeau de la paix, symbole de l'opposition non violente à toutes les guerres, est utilisé pour la première fois en Italie. À la suite de la première Marche, Aldo Capitini a fondé le Movimento nonviolento (Mouvement non violent).

## Marches successives
.

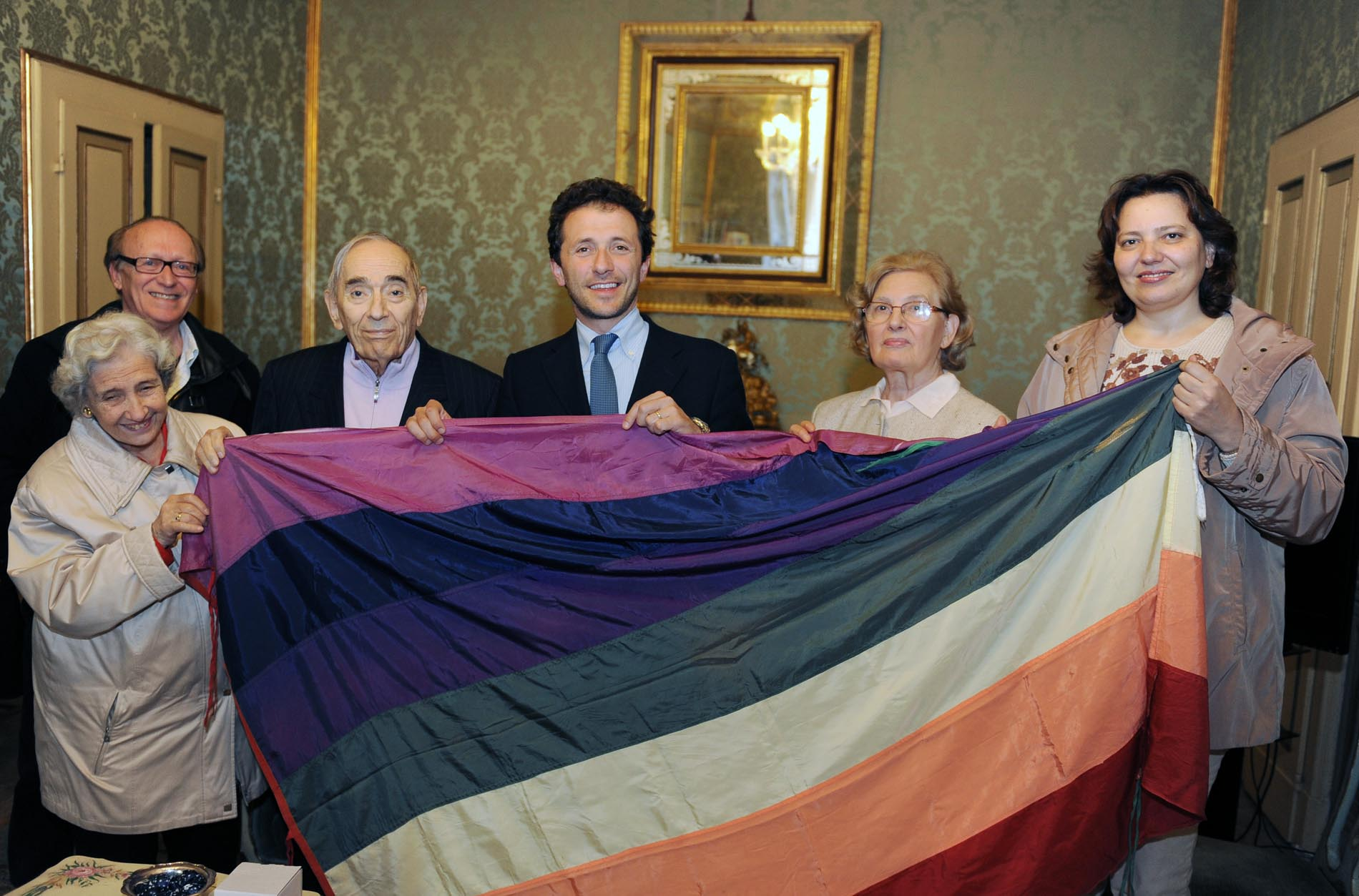
Drapeau de la paix porté par Capitini lors de la première marche Pérouse-Assise, conservé à la bibliothèque San Matteo degli Armeni de la commune de Pérouse

Le Mouvement non-violent a refusé de faire de cette marche un événement annuel, afin d'éviter qu'elle ne devienne un rituel inconséquent. La deuxième (1978), à laquelle participent environ 15,000 personnes, est  organisée à l'occasion du dixième anniversaire de la mort de Capitini, tandis que la troisième (1981), à laquelle participent entre 70 et 100,000 personnes, commémore le vingtième anniversaire de la première.
La quatrième marche (1985) marque une rupture avec les précédentes, car elle a un objectif politique précis : le blocage des dépenses militaires italiennes par le biais d'une campagne spéciale. Les confédérations syndicales, le Parti communiste italien et l' ACLI y participent, avec une présence de 40 000 à 50 000 personnes.
À partir de la cinquième édition (1988), la paternité de la marche est transmise à plusieurs organismes et associations qui ont donné naissance en 1996 à la Tavola della Pace . Le Mouvement non-violent a organisé une marche indépendante en 2000, à laquelle ont participé environ 5 000 personnes. La marche la plus importante a été celle de 2001, à laquelle, selon les organisateurs, 350 à 400 000 personnes ont participé.

## Chronologie des marches
- Ie Marche pour la Paix - 24 septembre 1961 : Pour la paix et la fraternité entre les peuples
- IIe Marche pour la Paix - 24 septembre 1978 : Mille idées contre la guerre
- IIIe Marche pour la Paix - 27 septembre 1981 - Contre la guerre : à chacun de faire quelque chose
- IVe Marche pour la Paix - 6 octobre 1985 : Contre le réarmement, arrêtons les dépenses militaires
- Ve Marche pour la Paix - 2 octobre 1988 : Pour une Europe non-violente
- VIe Marche de la Paix - 7 octobre 1990 : Sur le chemin d'un monde nouveau
- VIIe Marche pour la Paix - 1er novembre 1992 : Libérons-nous de la mafia, de la corruption et de la violence
- VIIIe Marche de la Paix - 26 septembre 1993 : La guerre en ex-Yougoslavie : arrêtons-la !
- IXe Marche de la Paix - 24 septembre 1995 : Nous, le peuple des Nations unies
- Xe Marche pour la Paix - 12 octobre 1997 : Nous, peuples des Nations unies, pour une économie de justice
- XIe Marche (extraordinaire) pour la paix - 16 mai 1999 : Contre la double guerre au Kosovo
- XIIe Marche pour la Paix - 26 septembre 1999 : Un autre monde est possible : construisons-le ensemble
- XIIIe Marche pour la Paix - 24 septembre 2000 : Fini les armées et les guerres
- XIVe Marche de la Paix - 14 octobre 2001 : De la nourriture, de l'eau et du travail pour tous
- XVe Marche (extraordinaire) pour la paix - 12 mai 2002 : Appel à l'Europe : pour la paix au Moyen-Orient
- XVIe Marche pour la Paix - 12 octobre 2003 : Pour une Europe de la Paix
- XVIIe Marche pour la Paix - 11 septembre 2005 : Bannissons la misère et la guerre. Reprenons l'ONU. Je veux, tu veux, nous pouvons[6].
- XVIIIe Marche de la Paix - 7 octobre 2007 : Tous les droits de l'homme pour tous
- XIXe Marche pour la Paix - 16 mai 2010 : Nous avons besoin d'une autre culture !
- XXe Marche pour la Paix - 25 septembre 2011 : Pour la paix et la fraternité des peuples
- XXIe Marche pour la Paix - 19 octobre 2014 : Pérouse-Assise pour la paix et la fraternité
- XXIIe Marche pour la Paix - 9 octobre 2016 : Pour la paix de la fraternité contre la résignation et l'indifférence qui entourent les tragédies de notre temps : guerres, migrations, terrorisme et violence
- XXIIIe Marche pour la Paix - 7 octobre 2018 : Osons la fraternité
- XXIVe Marche pour la Paix - 11 octobre 2020 : Pour une économie de paix et de fraternité
- XXVe Marche pour la Paix - 10 octobre 2021 : I Care[7].
- XXVIe Marche extraordinaire pour la paix - 24 avril 2022 : Stop ! La guerre est une folie[8]